# Softie (película de 2021)
Softie (título original en francés Petite nature; estrenada en España e Hispanoamérica como Sensible) es una película de coming-of-age francesa de 2021 escrita y dirigida por Samuel Theis. Se estrenó en la Semana de la Crítica del Festival Internacional de Cine de Cannes de 2021 y ganó el premio mayor en el Festival Internacional de Cine de Salónica de 2021.

## Reparto
- Aliocha Reinert como Johnny
- Antoine Reinartz como Adamski
- Izïa Higelin como Nora
- Mélissa Olexa como Sonia
- Jade Schwartz como Mélissa
- Ilario Gallo como Dylan
- Abdel Benchendikh como Ylies
- Romande Esch como la novia de Dylan
- Mérésia Litzenburger como Mérésia
- Danielle Dalhem como el director de la escuela
- Maïa Quesmand como Camille
- Claire Burger como Claire

## Recepción
Nikki Baughan de Screen International encontró que la película le recuerda a System Crasher y escribió, “captura de manera experta la confusión, el miedo y la ira [del protagonista] mientras intenta negociar tanto las dificultades de la vida como su floreciente sexualidad”. Pat Brown de Slant Magazine denominó a la película como “una reutilización notable del drama social del coming-of-age” que brinda “una mirada directa a la experiencia de navegar por una identidad queer”, dándole dos y medio de cuatro estrellas.

## Premios
* Fuente: Página de la película en IMDb. 
| Año  | Premio o festival                         | Categoría                                    | Nominado        | Resultado |
| ---- | ----------------------------------------- | -------------------------------------------- | --------------- | --------- |
| 2021 | Festival de Cannes                        | Queer Palm                                   | Samuel Theis    | Nominado  |
| 2021 | Festival de Cine de Tesalónica            | Mejor película internacional                 | Samuel Theis    | Ganador   |
| 2021 | Festival de Cine de Tesalónica            | Mejor actor internacional                    | Aliocha Reinert | Ganador   |
| 2021 | Festival de Cine Francófono Cinemania     | Mejor película                               | Samuel Theis    | Ganador   |
| 2021 | Festival de Cine de Zúrich                | Golden Eye a la mejor película internacional | Samuel Theis    | Nominado  |
| 2022 | Festival Internacional de Cine de Seattle | Premio Nuevos Directores                     | Samuel Theis    | Nominado  |
| 2022 | Festival de Cine de Taipéi                | Premios Nuevos Talentos                      | Samuel Theis    | Ganador   |
| 2022 | Festival de Cine de Taipéi                | Premio de la Sociedad de Críticos            | Samuel Theis    | Ganador   |
| 2022 | Festival Internacional Skip City D-Cinema | Mejor dirección                              | Samuel Theis    | Ganador   |
| 2022 | D'A Film Festival Barcelona               | Premio al talento                            | Samuel Theis    | Nominado  |
| 2023 | Premios César                             | Mejor revelación masculina                   | Aliocha Reinert | Nominado  |
| 2023 | Premios Lumières                          | Mejor revelación masculina                   | Aliocha Reinert | Nominado  |